# Maçana (Pinell de Solsonès)
Maçana és una masia situada al municipi de Pinell de Solsonès, a la comarca catalana del Solsonès.
Està situada a 630 m d'altitud.